# رايان ماتشادو
رايان كريستين دوس سانتوس ميلو ماشادو (من مواليد 16 يونيو 1994) هي لاعبة كرة قدم برازيلية تلعب كمدافعة في نادي القادسية السعودي ومنتخب البرازيل.

## المسيرة مع الأندية
لعبت ماشادو لعدة أندية في البرازيل والبرتغال، بما في ذلك فلامنغو وبراغا. انضمت إلى نادي القادسية السعودي قبل انطلاق الدوري السعودي الممتاز للسيدات 2023–24.

## المسيرة الدولية
ظهرت ماشادو لأول مرة مع منتخب البرازيل في 29 يوليو 2018 ضد اليابان في بطولة الأمم 2018.

## وصلات خارجية
- رايان ماتشادو  على سكروي